# Trichophallus hamatus
Trichophallus hamatus (лат.) — вид кузнечиков рода Trichophallus из подсемейства Conocephalinae (Salomonina, Agraeciini, Tettigoniidae). Океания: Папуа — Новая Гвинея. Название вида связано с почти крючковидной вершиной церок самцов; от латинского hamatus = крючковатый.

## Описание
Кузнечики средних размеров (длина тела около 2 см). Основная окраска тела желтовато-коричневая. T. hamatus характеризуется формой церок самцов, которые удлинённые, узкие, регулярно изогнутые от основания до тупого кончика и несут в субапикальной области от внутреннего края короткий острый шип. Титиллаторы имеют апикальные участки, подвижные относительно базального участка; апикальные участки несут латеральную мембранозную бурсу с сетчатым краем и разделяются на конце на более крупную серповидную и более короткую тупоконечную доли. Субгенитальная пластинка самки более сильно изменена, чем у других видов рода: центральная пластинка уменьшена до крошечного конуса, а базально-латеральные расширения сильно вытянуты в пару несколько волнистых и частично расширенных долей.